# Emilia von Oranien-Nassau

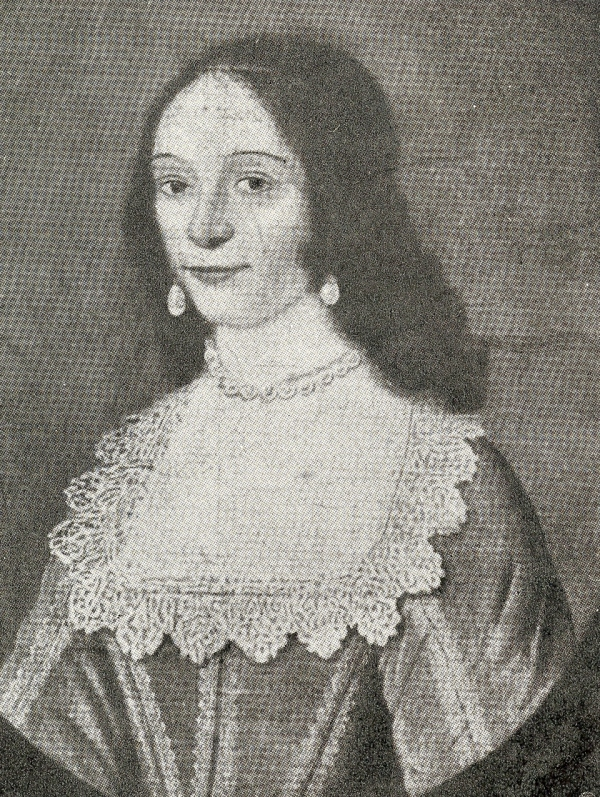
Prinzessin Emilia von Oranien-Nassau

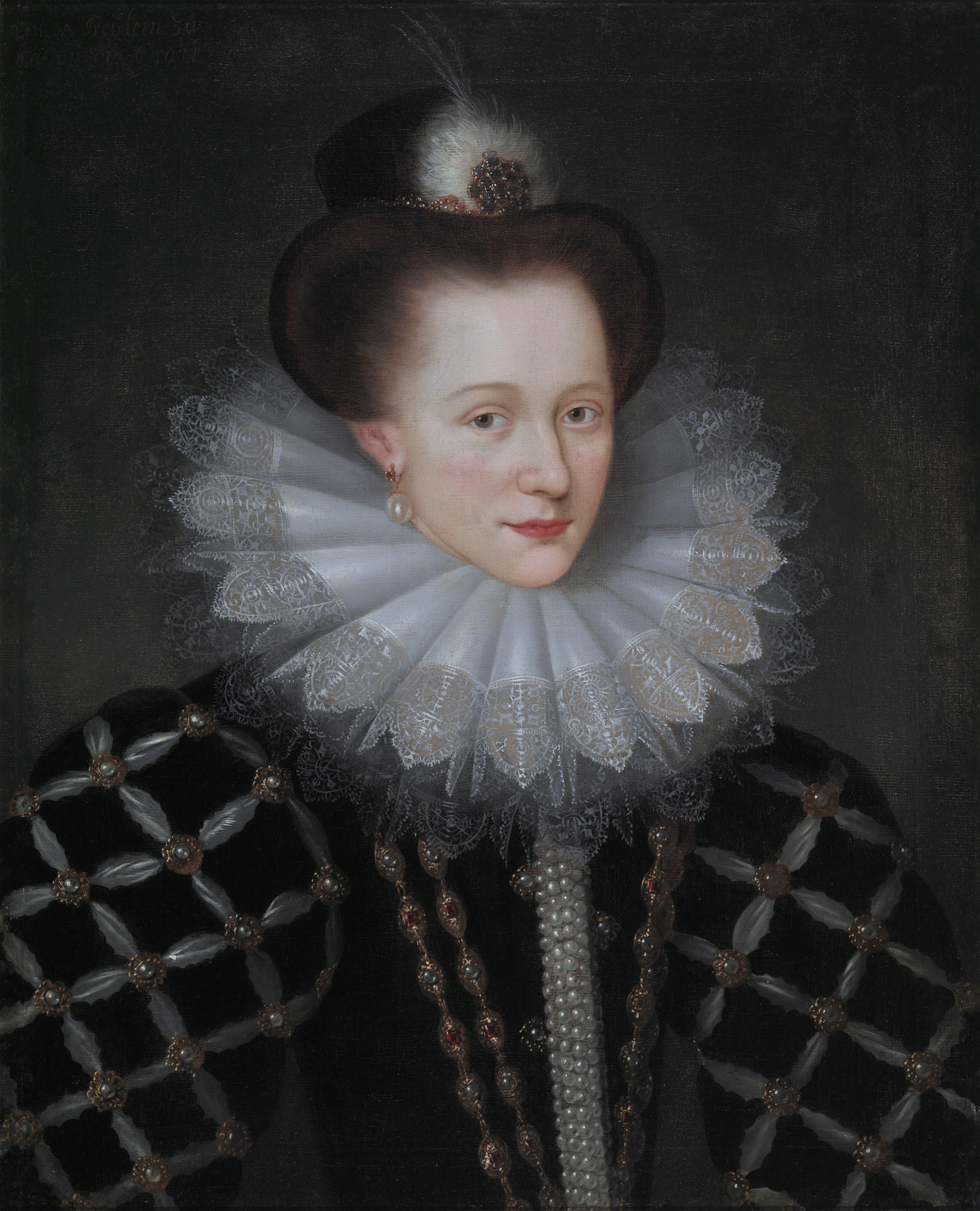
Prinzessin Emilia von Oranien-Nassau

Emilia von Nassau (* 10. April 1569 in Köln; † 16. März 1629 in Schloss Prangins am Genfersee) war die dritte und jüngste Tochter aus der Ehe Wilhelms I. von Oranien-Nassau (* 1533; † 1584) und der Anna von Sachsen (* 1544; † 1577). Benannt wurde sie nach Amalia von Neuenahr, die zum Zeitpunkt ihrer Geburt den Haushalt ihrer Mutter führte.

## Leben
Die Ehe ihrer Eltern war bereits zum Zeitpunkt von Emilias Geburt zerrüttet. Ihre Mutter war nach Köln gezogen und ihr Vater sah sich nach einer anderen Frau um. Ihrer Mutter wurde daraufhin – vermutlich ohne dass dem Tatsachen zugrunde lagen – ein Verhältnis mit Jan Rubens, dem Vater des Malers Peter Paul Rubens, der ihr Vermögen verwaltete, vorgeworfen und sie von ihren Kindern getrennt. Emilia und ihre Geschwister Anna (* 1563; † 1588) und Moritz (* 1567; † 1625) kamen in die Obhut ihres Onkels Johann (* 1536; † 1606) auf das Schloss Dillenburg. Später lebte Emilia auch einige Zeit beim Vater in Delft, bei der Schwester Anna in Friesland und als Hofdame am Hof ihres Bruders Moritz, der inzwischen die Nachfolge des ermordeten Vaters angetreten hatte und Statthalter der nördlichen Niederlande war.
Dort lernte sie auch ihren späteren Mann Manuel von Portugal kennen. Die Familie von Emilia war eine der herausragenden Vertreter des Calvinismus in Europa, Manuel aber römisch-katholisch. Die Familie leistete gegen die Verbindung erheblichen Widerstand, was die Verlobten aber nicht davon abhielt, sich am 7. November 1597 heimlich von einem römisch-katholischen Priester trauen zu lassen. Manuel musste daraufhin nach Wesel fliehen. Emilia wurde zunächst unter Hausarrest gestellt und ihr Bruder versuchte sie zu zwingen, die Ehe wieder zu lösen, worauf sie sich aber nicht einließ. Beide wurden vom Hof des Bruders verbannt.
Aufgrund der Weise, wie die Ehe zustande gekommen war, waren die beiden von den für ihren Stand sonst üblichen Ämtern und Einkünften abgeschnitten. So lebten Manuel und Emilia in den ersten Jahren ihrer Ehe in ständiger Geldnot. Erst 1608 kam es durch Vermittlung von Prinz Philipp Wilhelm von Oranien-Nassau zur Aussöhnung zwischen Manuel und Emilia einerseits und Moritz von Oranien andererseits. Emilia erhielt das Schloss Wijchen bei Nijmegen als Lehen zugewiesen, wohnte aber bis 1626 meistens in Den Haag. Das Leben am Hof des Statthalters war aber für die beiden weiterhin nicht einfach, da Manuel als Katholik gesellschaftlich geschnitten wurde. Er trat daraufhin in geheime Verhandlungen mit den Statthaltern der katholischen Spanischen Niederlande, Infantin Isabella Clara Eugenia und deren Mann, Erzherzog Albrecht VII. von Österreich, den heftigsten Gegnern der abgespaltenen nördlichen Niederlande. Isabella und Albrecht sicherten Manuel eine höhere Apanage zu, als er sie von den Oraniern erhielt. Als dann nach dem Tod des Statthalters Moritz 1625 die Spannungen zu dessen Nachfolger, Prinz Friedrich Heinrich von Oranien-Nassau, zunahmen, begab Manuel sich nach Brüssel. Seine Frau, die den Vater von Isabella, König Philipp II. von Spanien, als die treibende Kraft hinter der Ermordung ihres Vaters sah, konnte sich nicht entschließen, sich an den Hof von dessen Tochter zu begeben und zog mit ihren Töchtern ins reformierte Genf, wo sie 1629 verstarb.
Das Schicksal der Töchter der Familie war von einem Skandal überschattet: Die Älteste, Maria Belgica, sollte ursprünglich einen Markgrafen von Baden heiraten, brannte aber mit dem dort in Diensten stehenden Oberst Theodor Croll durch. Dies schmälerte die Heiratschancen ihrer jüngeren Schwestern in der damaligen Gesellschaft beträchtlich. Einzig Mauritia Eleonora ging eine Ehe ein.

## Nachkommen
Aus ihrer Ehe gingen hervor:
- Maria Bélgica (* vor dem 12. Oktober 1598[1]; † 28. Juli 1647), verheiratet im Juni 1629 mit Oberst Theodor Croll († 1640 in Venedig [ermordet]), Generalquartiermeister des Herzogs Odoardo I. Farnese von Parma.
- Manuel António von Portugal (* 24. Februar 1600 in Delft; † 27. Oktober 1666 in Schagen).
- Emília Luisa (* Juni 1603 in Delft; † 29. Oktober 1670), unverheiratet
- Luís Guilherme  (* 1604; † 7. Juli 1660), Militär, 1624 Chef der Garde von Moritz von Oranien, Malteserritter, heiratete Anna Maria von Moutéleone.
- Ana Luisa Frísia (* vor dem 3. Mai 1605[1]; † 5. April 1669), unverheiratet.
- Juliana Caterina (* ca. 1607; † 22. Juni 1680), unverheiratet
- Maurícia Leonore (* vor dem 10. Mai 1609[1]; † 25. Juni 1674), heiratete am 4. Juni 1647 in Den Haag den Grafen Georg Friedrich von Nassau-Siegen.
- Sabina Delphica (* 1612; † 20. Juli 1670), unverheiratet.